# بریستول باکینگهام
بریستول باکینگهام (به انگلیسی: Bristol Buckingham) یک هواگرد ساختِ کارخانهٔ بریستول ایروپلین در کشور بریتانیا است که در سال ۱۹۴۳-۱۹۴۵ ساخته شد. نخستین استفاده‌کنندهٔ این هواپیما نیروی هوایی سلطنتی بریتانیا بوده‌است. این هواگرد برای نخستین بار در ۴ فوریه ۱۹۴۳ میلادی مورد استفاده قرار گرفت.